# Client di posta elettronica
Un client di posta (o Mail User Agent, MUA, client di e-mail, ecc.) è un programma che consente di gestire la composizione e l'organizzazione di messaggi di posta elettronica da parte dell'utente del servizio nonché la ricezione e la trasmissione da e verso un server di posta. 

## Descrizione
Il termine «client» viene utilizzato perché il servizio di posta elettronica, come molti altri servizi in Rete, si basa su un'architettura client-server: il client si occupa della composizione, lettura/ricezione e trasmissione, il server si occupa della raccolta/smistamento dei messaggi verso altri server o i destinatari finali.
Spesso il client è presente di default sul sistema operativo installato ovvero come applicativo di base, essendo la posta elettronica un servizio di base della rete Internet, sebbene possano essere installati anche altri client di posta. La particolarità di questi client è la necessità di configurazione specificando i server di posta del provider utilizzato. Tipicamente all'interno del client possono essere definiti/impostati  più account di posta con rispettivo indirizzo di posta, credenziali di accesso (autenticazione) e possibilità di cifratura dei dati.
Esiste una particolare categoria di client di posta elettronica definita «client webmail» ovvero particolari programmi eseguiti da siti web del rispettivo provider del servizio, che permettono agli utenti registrati di gestire i propri messaggi da qualsiasi postazione: da casa, dall'ufficio, in un cybercafé, ecc. Questi client di posta tipicamente non necessitano di essere configurati in quanto si accede al servizio tramite un sito web connesso direttamente ai server mail del provider.
A seconda del programma impiegato, si potrà usufruire di servizi aggiuntivi, quali la gestione degli indirizzi all'interno di una rubrica, la gestione di più di una casella di posta elettronica (account), la possibilità di applicare dei filtri alla posta in arrivo, di riconoscere, filtrare o rifiutare messaggi di posta indesiderata (spam) o l'integrazione con sistemi crittografici a chiave pubblica come PGP o GPG.

### Solo questo computer
A volte (ad esempio Outlook con taluni account IMAP) tra le cartelle di posta, della rubrica, del calendario, dei feed RSS o altri componenti, esiste una cartella nella cui etichetta compare anche la dicitura "Solo questo computer". Questo capita quando il client archivia in una posizione locale (questo computer) un'occorrenza del componente (la rubrica, ad esempio) oltre a occorrenze remote (ad esempio quelle del provider o del server aziendale o servizi cloud specifici). Questa cartella non è oggetto di sincronizzazione essendo presente, appunto, solo sul dispositivo in oggetto.

## Client di posta
- Mozilla Thunderbird multipiattaforma
- MailBird per Windows
- Microsoft Outlook per Windows, macOS
- Mail per macOS, iOS e watchOS
- Outlook Express per Windows
- Windows Live Mail per Windows
- Evolution multipiattaforma
- Pegasus Mail Win32
- Lotus Notes
- Qualcomm Eudora multipiattaforma
- Foxmail per Microsoft
- Mutt per Linux, macOS, Windows
- KMail per Linux
- Claws Mail per Linux, macOS, Windows
- MacSOUP per macOS
- Kontact per Linux
- mailx per Unix e Unix-like